# Centaurea acaulis
Centaurea acaulis (лат.) — вид многолетних травянистых растений рода василёк (Centaurea) семейства астровые (Asteraceae).
Распространён в Северной Африке: произрастает на территории Алжира и Туниса. Интродуцированный во Франции и Италии, в 1492 году был завезён на Мальту. Период цветения: апрель — июль. Цветки жёлтые.